# Frankie Goes to Hollywood
Frankie Goes to Hollywood var en af de mest kontroversielle og kommercielt succesrige britiske New Wave-grupper i begyndelsen af 1980'erne. Gruppen, der blev dannet i Liverpool, havde sangeren Holly Johnson som frontfigur tillige med Paul Rutherford (kor), Peter Gill (trommer), Mark O'Toole (bas) og Brian Nash (guitar).
Gruppen blev meget omtalt, da BBC forbød, at gruppens debutsingle "Relax" blev spillet på deres radiokanaler. Det skete, mens singlen lå nummer seks på hitlisterne. Singlen endte med at ligge nummer ét fem uger i træk i 1984 og blev den syvendebedst sælgende single i Storbritannien nogensinde (pr. maj 2006). Med opfølgersinglerne "Two Tribes" og "The Power Of Love" blev Frankie Goes to Hollywood den anden gruppe i Storbritanniens hitlistehistorie, der nåede topplaceringen med deres første tre singler (den første gruppe, der opnåede det, var Gerry and the Pacemakers i 1964).

## Diskografi

### Albums

#### Studiealbum
- Welcome to the Pleasuredome (1984)
- Liverpool (1986)

#### Opsamlingsalbum
- Bang! (Japanese import) (1985)
- Bang!... The Greatest Hits of Frankie Goes to Hollywood (1993)
- Reload! Frankie: The Whole 12 Inches (1994)
- Maximum Joy (2000)
- The Club Mixes 2000 (2000)
- Twelve Inches (2001)
- Rage Hard: The Sonic Collection (2003)
- Return to the Pleasuredome (boxset, Japan only) (2009)
- Frankie Say Greatest  (2009)
- Sexmix  (2012)
- Frankie said (Best-of)  (2012)
- Frankie said (Best-of) (Deluxe Edition // CD+DVD)  (2014)
- Inside the Pleasuredome (Vinyl CD + Cassingle) (2015)